# Dupliska
Dupliska (ukr. Дуплиська, Dupłyśka) – wieś na Ukrainie w rejonie czortkowskim należącym do obwodu tarnopolskiego.
Właścicielem wielkiej ziemskiej posiadłości we wsi przez pewien czas był Witold Wiktor Józef Adalbert Wolański. 17 września 1894 na folwarku Wolańskiego w Dupliskach powstał pożar, który zniszczył wszystkie zabudowania. 
W II Rzeczypospolitej wieś w powiecie zaleszczyckim województwa tarnopolskiego. W latach 1943–1945 nacjonaliści ukraińscy z OUN-UPA zamordowali tutaj 9 Polaków.